# 阿尔泰多榔菊
阿尔泰多榔菊（学名：Doronicum altaicum）为菊科多榔菊属的植物。其种加词“altaicum”意为“阿尔泰的”。分布在哈萨克斯坦、蒙古、俄罗斯以及中国大陆的新疆等地，生长于海拔2,300米至2,500米的地区，见于山坡草地及云杉林下，目前尚未由人工引种栽培。